# 吕玉印
吕玉印（1970年11月—），男，汉族，河南南阳人，经济学博士，中华人民共和国政治人物。曾任广东省人民政府副省长、党组成员，中共珠海市委书记，现任中央人民政府驻澳门特别行政区联络办公室副主任。

## 生平
1993年6月加入中国共产党。1993年毕业于南开大学经济系价格学专业。1995年取得南开大学经济系城市经济学硕士学位。1998年取得南开大学经济系城市经济学博士学位。1998年7月参加工作，进入中共深圳市委办公厅任综合处主任科员，2001年12月，任深圳市委办公厅综合一处副处长，2005年12月，升任综合一处处长；2009年11月，任深圳市委办公厅副主任，2012年10月，任深圳市委副秘书长，2014年1月，任深圳市委副秘书长、办公厅主任。2015年9月，任深圳市龙岗区人民政府区长。2016年6月，任中共深圳市坪山新区党工委书记；2016年11月，任中共深圳市坪山区委书记。2018年6月，任中共深圳市福田区委书记。
2019年10月，任中共肇庆市委副书记，肇庆市人民政府市长。2021年6月，任中共肇庆市委书记。7月，兼任肇庆市人大常委会主任，2021年11月28日起任中共珠海市委书记。
2023年1月，升任广东省人民政府副省长、党组成员。同年6月，调任中央人民政府驻澳门特别行政区联络办公室副主任。